# Gustav Tammann
Gustav Heinrich Johann Apollon Tammann (Yamburg, actual Kingisepp, 28 de mayo de 1861 - Gotinga, 17 de diciembre de 1938) fue un químico y físico ruso que realizó importantes contribuciones en los campos de las soluciones sólidas, los equilibrios heterogéneos, la cristalización y la metalurgia.

## Biografía
G. Tammann nació en Yamburg, actual Kingisepp, en el óblast de Leningrado. Sus padres fueron Heinrich Tammann, un campesino estonio, y Matilda Schünmann, de origen alemán. G. Tammann estudió química en la Universidad de Tartu, donde ejerció como profesor desde 1889 y como profesor asociado desde 1892.
En 1903, G. Tammann fue nombrado director del Instituto de Química Inorgánica de la Universidad de Gotinga. En el año 1908 se le asignó el cargo de director del Instituto de Química Física de la misma universidad, sucediendo en el cargo a Friedrich Dolezalek. Permaneció en el puesto hasta el año 1929. Recibió la medalla Liebig en 1925.
El 28 de mayo de 1936, el día de septuagésimo quinto, G. Tammann fue condecorado con el Escudo del Águila del Imperio Alemán
Entre los alumnos notables de G. Tammann destacó el físico y metalúrgico japonés Kōtarō Honda.
El nieto de G. Tammann es el astrónomo Gustav Andreas Tammann.

## Aportes científicos
G. Tammann se dedicó fundamentalmente a los campos de la física y de la química física de los metales, y se le considera el fundador de la metalurgia moderna. Escribió numerosos trabajos sobre los compuestos intermetálicos, la cristalización y los procesos de fusión.
Reciben su nombre las reglas de Tammann para los procesos de difusión en el seno y en la superficie de los cristales, así como la ecuación de Tammann.
G. Tammann desarrolló el horno que lleva su nombre, que permite alcanzar hasta 3000 °C por calefacción con resistencias.
G. Tammann también es considerado el padre de la metalografía moderna y del análisis térmico. Sus textos más destacados son el Manuel de metalografía (publicado en 1914, la cuarta edición publicada en 1932 llevó el nombre de Manual de metalúrgica física) y la monografía El estado vítreo (publicada en 1933).

## Medalla Tammann y premio Gustav Tammann
La Deutsche Gesellschaft für Materialkunde (Sociedad Alemana para la Ciencia de Materiales) otorga la medalla Tammann en reconocimiento a aquellos miembros de dicha Sociedad que hayan desarrollado o gestionado grupos de investigación innovadores.
La Facultad de Química de la Universidad de Gotinga entrega el premio Gustav Tammann a la mejor tesis del año.